# Medemia argun
Medemia argun är en enhjärtbladig växtart som först beskrevs av Carl Friedrich Philipp von Martius, och fick sitt nu gällande namn av Wurttenb. och Hermann Wendland. Medemia argun ingår i släktet Medemia och familjen Arecaceae. Inga underarter finns listade i Catalogue of Life.